# Braunzahn-Spitzmäuse
Die Braunzahn-Spitzmäuse (Episoriculus) ist eine weitgehend unbekannte Säugetiergattung aus der Familie der Spitzmäuse (Soricidae). Die vier Arten dieser Gattung sind in Asien verbreitet.

## Merkmale
Diese Spitzmäuse sind durch einen schlanken Körperbau, einen langen Schwanz (der annähernd gleich lang wie der Körper ist) und durch kleine Krallen an den Vorderpfoten charakterisiert. Gemeinsam mit einigen Schädelmerkmalen stellen diese Merkmale die Unterscheidung zu der Sikkim-Großklauenspitzmaus (Soriculus nigrescens) dar.
Mit einer Kopfrumpflänge von 45 bis 70 Millimetern und einem Gewicht von 4 bis 7 Gramm sind die vier Arten der Gattung vergleichsweise kleine Vertreter der Spitzmäuse.

## Lebensweise
Über die Lebensweise der Braunzahn-Spitzmäuse ist wenig bekannt. Lebensraum dieser Tiere sind feuchte Wald- und Buschländer. Ihre Nahrung besteht aus Insekten, Regenwürmern und anderen Wirbellosen, manchmal nehmen sie aber auch kleine Säugetiere zu sich. Ein- oder zweimal im Jahr bringt das Weibchen durchschnittlich fünf Jungtiere zur Welt.

## Systematik
In manchen Systematiken gelten die Braunzahn-Spitzmäuse als Untergattung von Soriculus, jüngere Werke wie Wilson & Reeder (2005) führen sie jedoch als eigenständige Gattung. Diese Aufteilung wird mit den kleineren Ausmaßen und den kleineren Vorderkrallen begründet.
Es werden vier Arten unterschieden:
- die Hodgsons-Braunzahn-Spitzmaus (Episoriculus caudatus) ist von der Kaschmir-Region und dem südlichen China bis nach Nordmyanmar verbreitet.
- die Taiwanesische Braunzahn-Spitzmaus (Episoriculus fumidus) ist auf Taiwan endemisch.
- die Langschwänzige Braunzahn-Spitzmaus (Episoriculus leucops) kommt von Nepal und dem nördlichen Indien bis in das nördliche Vietnam vor.
- die Kleine Braunzahn-Spitzmaus (Episoriculus macrurus) ist von Nepal und dem südlichen China bis nach Vietnam verbreitet.

Keine der vier Arten gilt laut IUCN als gefährdet.

## Belege
1. ↑  Robert S. Hoffmann, Darrin Lunde: Episoriculus. In: Andrew T. Smith, Yan Xie: A Guide to the Mammals of China. Princeton University Press, Princeton NJ 2008, ISBN 978-0-691-09984-2, S. 310.